# Ноттовей (Вірджинія)
Ноттовей (англ. Nottoway) — переписна місцевість (CDP) в США, в окрузі Ноттовей штату Вірджинія. Населення — 63 особи (2020).

## Географія
Ноттовей розташований за координатами 37°7′43″ пн. ш. 78°4′31″ зх. д. / 37.12861° пн. ш. 78.07528° зх. д. (37.128630, -78.075178).  За даними Бюро перепису населення США в 2010 році переписна місцевість мала площу 3,25 км², з яких 3,25 км² — суходіл та 0,00 км² — водойми.

## Демографія
Згідно з переписом 2010 року, у переписній місцевості мешкали 84 особи в 33 домогосподарствах у складі 23 родин. Густота населення становила 26 осіб/км².  Було 40 помешкань (12/км²).
Расовий склад населення:
| - 50,0 % — білих - 45,2 % — чорних або афроамериканців |

До двох чи більше рас належало 4,8 %. Частка іспаномовних становила 0,0 % від усіх жителів.
За віковим діапазоном населення розподілялося таким чином: 23,8 % — особи молодші 18 років, 57,2 % — особи у віці 18—64 років, 19,0 % — особи у віці 65 років та старші. Медіана віку мешканця становила 43,7 року. На 100 осіб жіночої статі у переписній місцевості припадало 64,7 чоловіків;  на 100 жінок у віці від 18 років та старших — 73,0 чоловіків також старших 18 років.
Цивільне працевлаштоване населення становило 38 осіб. Основні галузі зайнятості: роздрібна торгівля — 47,4 %, виробництво — 31,6 %, транспорт — 21,1 %.